# Cyclophora gyrata
Cyclophora gyrata är en fjärilsart som beskrevs av Jacob Hübner 1814. Cyclophora gyrata ingår i släktet Cyclophora och familjen mätare. Inga underarter finns listade i Catalogue of Life.